# Dax (település)
Dax (kiejtése: [daks], magyarosan: dáksz); baszkul: Akize, okcitánul: Dacs, latinul: Aquae Tarbellicae/Augustae aquae, település Franciaországban, Landes megyében. Dax Mées, Narrosse, Oeyreluy, Saint-Pandelon, Saint-Paul-lès-Dax, Seyresse, Tercis-les-Bains és Yzosse községekkel határos.

## Története
Története a római kor előtti időkben kezdődött, viszont csak a római időkben indult fejlődésnek, elsősorban a termálvíz forrásai miatt. A római neve Civitas Aquensium volt. A Római Birodalom bukását követően a város nagy részét elpusztították. 1137-ben Aquitaniai Eleonóra és II. Henrik angol király házasságát követően a város angol fennhatóság alá került. 1451-ben a százéves háború során foglalták vissza a francia csapatok, amivel a Francia Királyság részévé vált.

## Népesség

### Demográfiai változások
| Lakosok száma | 19 348 | 18 648 | 19 309 | 20 810 | 20 364 | 20 683 | 20 681 | 20 843 | 21 044 | 21 716 |
|               | 1968   | 1982   | 1990   | 2006   | 2012   | 2015   | 2017   | 2019   | 2020   | 2022   |

## Külső hivatkozások
- TourAdour.com: Premier Thermal Spa Town in France - Dax